# Beypore
Beypore là một thị trấn thống kê (census town) của quận Kozhikode thuộc bang Kerala, Ấn Độ.

## Địa lý
Beypore có vị trí 11°11′B 75°49′Đ / 11,18°B 75,82°Đ Nó có độ cao trung bình là 1 mét (3 foot).

## Nhân khẩu
Theo điều tra dân số năm 2001 của Ấn Độ, Beypore có dân số 66.883 người. Phái nam chiếm 49% tổng số dân và phái nữ chiếm 51%. Beypore có tỷ lệ 81% biết đọc biết viết, cao hơn tỷ lệ trung bình toàn quốc là 59,5%: tỷ lệ cho phái nam là 83%, và tỷ lệ cho phái nữ là 79%. Tại Beypore, 13% dân số nhỏ hơn 6 tuổi.